# Harold van der Heijden
Harold van der Heijden (Veghel, 18 dicembre 1960) è uno scacchista e compositore di scacchi olandese, oltre che Giudice Internazionale FIDE per la composizione.
È noto soprattutto come autore di un database contenente oltre 93.000 studi di scacchi, considerato il più completo a livello mondiale e usato come riferimento dai giudici della PCCC (Permanent Commission for Chess Composition, organismo della FIDE per la composizione di studi e problemi di scacchi) per fare un primo vaglio dei lavori presentati nei concorsi.
Nel 2001 la PCCC  gli ha riconosciuto il titolo di Giudice Internazionale per la composizione di studi. Ha composto e pubblicato egli stesso oltre 100 studi, vincendo 22 premi, 23 menzioni onorevoli e 13 lodi (Luglio 2008). La PCCC lo ha anche nominato direttore di sezione dell'"Album FIDE 1998-2000".
È stato editore dal 1989 della rivista specializzata olandese EBUR, edita dall'associazione di studistica olandese ARVES. Questa rivista si è fusa nel 2007 con la famosa rivista di studistica «EG», fondata dallo studista inglese John Roycroft nel 1965. Dopo la fusione delle due riviste ne ha assunto la direzione, succedendo a John Roycroft.

## Opere
- (EN)  Pawn Promotion, ed. New in Chess, Alkmaar 1996 - ISBN 90-5691-005-1
- (NL)  Inleiding tot de Eindspelstudie, ed. RUEB, Rijswijk 2008